# Театр Спейбла і Гурвінка
Театр Спейбла і Гурвінка (чеськ. Divadlo Spejbla a Hurvínka) — ляльковий театр у столиці Чехії місті Празі, найстаріший професіональний ляльковий театр у Європі (та світі), один з найвідоміших у країні та в Центральній Європі.

## Загальні дані
Театр Спейбла і Гурвінка міститься у окремій будівлі в середмісті Праги за адресою:
вул. Девійцька (чеськ. Dejvická), буд. № 38, м. Прага, поштовий індекс 16000 (Чехія).
Теперішній художній керівник колективу — Мартин Класек (Martin Klásek).

## З історії та сьогодення театру
Театр Спейбла і Гурвінка був заснований професором Йосефом Скупою (чеськ. Josef Skupa, 1892—1957) у Пльзені в Пльзенському краї у 1930 році. Це був перший у світі сучасний професіональний ляльковий театр(1921 року в Чернігові(Україна) з'явився стаціонарний театр маріонеток Віктора Швембергера, з репертуаром для дітей та дорослих. Це був перший професійний театр ляльок в Україні). На той час головні персонажі лялькового дійства — Спейбл і Гурвінек — вже були популярними, адже їхні вистави були добре знаними аматорськими показами по пивницях і кабаре міста.
До 1943 року театральна трупа була пересувною, даючи вистави по чеських містах.
У січні 1944 року Йосефа Скупу заарештувала таємна державна політична поліція, відтак театр було закрито. Лялькареві вдалося втекти із в'язниці в Дрездені, що зазнала авіабомбування з боку об'єднаних нацистських сил у лютому 1945 року.
По ІІ Світовій війні колаборувавши з комуністичним режимом разом з дружиною вступає Йосеф Скупа в Комуністичну партію Чехословаччини, в жовтні 1945 року Й. Скупа відновлює Театр Спейбла і Гурвінка («С+Г Театр» / чеськ. D(ivadlo) S+H) в Празі, де трупа відтоді розміщується до 1995 року.
Починаючи від 1951 року театр підпорядкований відділу культури Празького муніципалітету, отримавши відтак офіційний статус.

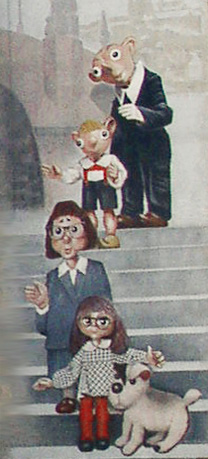
Зображення основних лялькок Театру на фасаді його будівлі. Згори додолу: Спейбл, Гурвінек, пані Катержина, Мані́чка і песик Жерик

Після смерті Йосефа Скупи (1957), ролі Спейбла і Гурвінка став виконувати тодішній директор театру Мілош Кіршнер (Miloš Kirschner, *1927—1996). Ще за життя Скупи Кіршнер уже не рідко альтернував із засновником гру головних персонажів. Наприкінці життя професор Скупа написав відкритого листа, у якому са́ме Кіршнера визначив своїм наступником. Отож, як не стало засновника колективу, Театр Спейбла і Гурвінка продовжував свою діяльність, намагаючись у спосіб лялькового театру зображувати світ з його непростими соціальними проблемами через гротескний гумор та сатиру.
Від 1982 року разом з Кіршнером ролі головних персонажів почав грати Мартин Класек (Martin Klásek; *1957), який по смерті останнього (1996) став «третім батьком» Спейбла та Гурвінка.
Загалом Спейбл і Гурвінек, а також їхні друзі «відіграли» близько 250 оригінальних вистав, переважно комедійних, розрахованих нерідко як на маленьких, так і дорослих глядачів, у яких вміло поєднано візуальну та музичну складові з неодмінними діалогами Спейбла та Гурвінка.

## Головні персонажі та репертуар
Запорукою успіху Театру є оригінальність його персонажів — у всіх без винятку виставах задіяно певний набір ляльок (що зближує театр не з тими, де ставлять вистави за різними творами, а ляльки виготовляють спеціально до кожного спектакля, а з тими, де основою трупи є певна лялька або ляльки). Неодмінними «учасниками» всіх спектаклів Театру Спейбла і Гурвінка є власне Спейбл (Spejbl) та Гурвінек (Hurvínek) — батько і син, що таким чином представляють два покоління, як і заведено, з різними поглядами на життя, інтересами, думками та позиціями. Інші герої — дівчинка Мані́чка (Mánička), її бабуся пані Катержина (paní Kateřina) тощо.
Дивіться основну статтю: Спейбл і Гурвінек.
Протягом 70-річної історії існування в репертуарі Театру Спейбла і Гурвінка вдало поєднувалися 2 головних напрямки — комедійний і драматичний, вистави будуються на діалогах, пантомімах і піснях головних героїв-ляльок.
Спектаклі про Спейбла і Гурвінка розраховані на широку авдиторію — від 4-річних дітей і до дорослих, але в цілому за сюжетними та стилістичними лініями поділяються на три групи: для дітей, для підлітків та для дорослих. Таким чином, Театр Спейбла і Гурвінка є єдиною чеською ляльковою трупою, яка регулярно ставить спектаклі для дорослих глядачів, безпосередньо від часу заснування. Дитячі вистави включають гумористичні і дидактичні постановки, інтерпретації популярних казкових сюжетів, алегоричні історії тощо. Для підлітків вистави здебільшого присвячуються проблемам дорослішання, тоді як дорослий репертуар — це переважно сатиричні комедії.
Більшість вистав Театру розраховані на «домашнього» (чеського) глядача. Однак, щосезону найпопулярніша трупа чеських лялькарів вирушає в іноземні тури. За час існування творчий колектив виступав з виставами у понад 30 країнах світу, в тому числі в Німеччині, США, Єгипті, Японії, Канаді, Іспанії тощо. У добу Мілоша Кіршнера ляльки театру «розмовляли» 18 мовами, у теперішню (Мартина Класека) — вісьмома.
Артисткою, що озвучує «жіночі ролі» Театру (Манічка, пані Катержина) є Гелена Стахова (Helena Stáchová), що почала працювати ще за Кіршнера, а роль бабусі Манічки було створено для неї спеціально 1971 року. Робота головних акторів була б неможливою без професіональної праці команди фахових лялькарів.